# Tuscarora (langue)

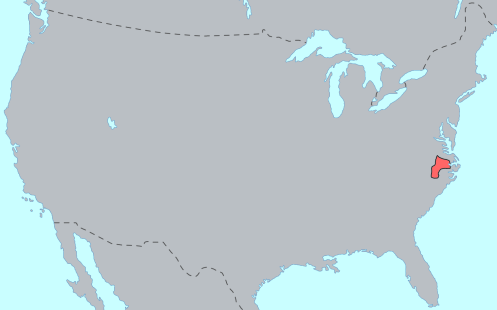
Espace de diffusion de la langue Tuscarora.

Le tuscarora est une langue iroquoienne éteinte du Nord, autrefois parlée dans l'État de New York et en Ontario sur la réserve des Six Nations.

## Histoire de la langue
Le tuscarora est à l'origine parlé en Caroline. Les guerres avec les colons anglais poussent la tribu à fuir vers le Nord en 1722. Ils sont accueillis par les autres peuples iroquois au sein des Cinq-Nations, qui deviennent les Six-Nations.
Dans les années 1990, on estime à 11 le nombre de locuteurs du tuscarora. En 1999, Blair N. Rudes n'identifie qu'un ou deux locuteurs dont le tuscarora est la langue maternelle. La langue s'éteint le 2 décembre 2020 avec son dernier locuteur, Kenneth Patterson.

## Écriture
| a | č | e | ę | h | i | k | l | m | n | o | p | r | θ | s | t | u | w | y | ʔ |

Le point médian après la lettre de la voyelle indique une voyelle longue : ‹ a·, e·, ę·, i·, u· ›.
Les lettres ą, l, m, o, p sont utilisées dans des mots d’emprunts.